# علي ظفر
علي ظفر (بالأردية: علي ظفر)، ولد باسم علي محمد ظفر، في 18 مايو 1980) موسيقي باكستاني وملحن ومغني وكاتب غنائي ورسام وممثل أفلام.

## روابط خارجية
- علي ظفر على موقع IMDb (الإنجليزية)
- علي ظفر على موقع ميوزك برينز (الإنجليزية)
- علي ظفر على موقع ديسكوغز (الإنجليزية)
- علي ظفر على موقع قاعدة بيانات الفيلم (الإنجليزية)